# National Women's Soccer League 2017
Navigation
NWSL 2016 NWSL 2018
La National Women's Soccer League 2017 est la 5e édition de la National Women's Soccer League.
Le champion sortant, Flash de Western New York, ne joue pas sous ce nom, la franchise a été vendue puis relocalisé à Cary (Caroline du Nord) et renommé Courage de la Caroline du Nord.
Chaque équipe joue 12 matchs à domicile et 12 matchs à l'extérieur, soit un total de 24 matchs. Les quatre premiers participent aux Play-Offs pour déterminer le champion.

## Participants
Ce tableau présente les dix équipes qualifiées pour disputer le championnat 2017.
| \| Boston Kansas City Red Stars Pride Thorns Reign Sky Blue Spirit Courage Dash \| Localisation des clubs engagés dans le championnat. |
| Boston Kansas City Red Stars Pride Thorns Reign Sky Blue Spirit Courage Dash                                                           |

| Nom du club              | Entraîneur        | DC   | Stade                         | Capacité |
| ------------------------ | ----------------- | ---- | ----------------------------- | -------- |
| Orlando Pride            | Tom Sermanni      | 2015 | Orlando City Stadium          | 25 500   |
| Chicago Red Stars        | Rory Dames        | 2007 | Toyota Park                   | 20 000   |
| Courage Caroline du Nord | Paul Riley        | 2017 | WakeMed Soccer Park           | 10 000   |
| Dash de Houston          | Omar Morales      | 2013 | BBVA Compass Stadium          | 7 000    |
| Portland Thorns FC       | Mark Parsons      | 2012 | Providence Park               | 20 438   |
| Seattle Reign FC         | Laura Harvey      | 2012 | Memorial Stadium              | 6 000    |
| Sky Blue FC              | -                 | 2007 | Yurcak Field                  | 5 000    |
| Washington Spirit        | Jim Gabarra       | 2012 | Maryland SoccerPlex           | 5 200    |
| FC Kansas City           | Vlatko Andonovski | 2017 | Children's Mercy Park         | 18 467   |
| Boston Breakers          | Matt Beard        | 2013 | Soldiers Field Soccer Stadium | 4 000    |

## Compétition

### Classement
| Rang | Équipe                   | Pts | J  | G  | N | P  | Bp | Bc | Diff |
| ---- | ------------------------ | --- | -- | -- | - | -- | -- | -- | ---- |
| 1    | Courage Caroline du Nord | 49  | 24 | 16 | 1 | 7  | 38 | 22 | +16  |
| 2    | Portland Thorns          | 47  | 24 | 14 | 5 | 5  | 37 | 20 | +17  |
| 3    | Orlando Pride            | 40  | 24 | 11 | 7 | 6  | 45 | 31 | +14  |
| 4    | Chicago Red Stars        | 39  | 24 | 11 | 6 | 7  | 33 | 30 | +3   |
| 5    | Seattle Reign            | 34  | 24 | 9  | 7 | 8  | 43 | 37 | +6   |
| 6    | Sky Blue                 | 33  | 24 | 10 | 3 | 11 | 42 | 51 | -9   |
| 7    | FC Kansas City           | 31  | 24 | 8  | 7 | 9  | 29 | 31 | -2   |
| 8    | Dash de Houston          | 24  | 24 | 7  | 3 | 14 | 23 | 39 | -16  |
| 9    | Boston Breakers          | 19  | 24 | 4  | 7 | 13 | 24 | 35 | -11  |
| 10   | Washington Spirit        | 19  | 24 | 5  | 4 | 15 | 30 | 48 | -18  |

### Play Off
|  | Demi-finales                 | Demi-finales           |                              |   | Finale          | Finale          |
|  | Demi-finales                 | Demi-finales           |                              |   | Finale          | Finale          |
|  |                              |                        |                              |   |                 |                 |
|  | 7 octobre 2017               | 7 octobre 2017         |                              |   | 14 octobre 2017 | 14 octobre 2017 |
|  | 7 octobre 2017               | 7 octobre 2017         |                              |   | 14 octobre 2017 | 14 octobre 2017 |
|  | (2) Portland Thorns FC       | 4                      |                              |   | 14 octobre 2017 | 14 octobre 2017 |
|  | (2) Portland Thorns FC       | 4                      |                              |   | 14 octobre 2017 | 14 octobre 2017 |
|  | (3) Orlando Pride            | 1                      |                              |   | 14 octobre 2017 | 14 octobre 2017 |
|  | (3) Orlando Pride            | 1                      | (1) Courage Caroline du Nord | 0 |                 |                 |
|  | 8 octobre 2017               |                        | (1) Courage Caroline du Nord | 0 |                 |                 |
|  |                              | (2) Portland Thorns FC | 1                            |   |                 |                 |
|  | (1) Courage Caroline du Nord | (2) Portland Thorns FC | 1                            | 1 |                 |                 |
|  | (1) Courage Caroline du Nord |                        |                              | 1 |                 |                 |
|  | (4) Chicago Red Stars        | 0                      |                              |   |                 |                 |
|  | (4) Chicago Red Stars        | 0                      |                              |   |                 |                 |

## Statistiques individuelles
| Récompense               | Vainqueurs      | Vainqueurs               | Vainqueurs                                      |
| ------------------------ | --------------- | ------------------------ | ----------------------------------------------- |
| Meilleure buteur         | Sam Kerr        | Sky Blue FC              | 17 buts                                         |
| Coach de l'année         | Paul Riley      | Courage Caroline du Nord | Vainqueur du NWSL Shield                        |
| Meilleure jeune joueuse  | Ashley Hatch    | Courage Caroline du Nord | 7 buts, 1 assist, 1 200 minutes de temps de jeu |
| Gardienne de l'année     | Adrianna Franch | Portland Thorns FC       | 11 matchs sans but encaissé, 80 arrêts          |
| Defenseur de l'année     | Abby Dahlkemper | Courage Caroline du Nord | 2 160 minutes de temps de jeu                   |
| MVP Most Valuable Player | Sam Kerr        | Sky Blue FC              | Record de buts (17)                             |